# Weil (rivière)
Pour les articles homonymes, voir Weil.
La Weil est une rivière allemande de 46,6 km, affluent de la rive gauche de la Lahn, en Hesse, donc sous-affluent du Rhin.

## Géographie
Elle prend sa source au Kleinen Feldberg (Petit Feldberg) dans le Taunus et se jette dans la Lahn à Weilbourg.
Située en partie dans le parc naturel du Haut-Taunus, la Weil fait l'objet d'études écologiques sur le milieu aquatique et on recherche depuis longtemps les raisons pour lesquelles certaines sections sont complètement à sec en été. 